# Chlorophorus elaeagni
Chlorophorus elaeagni är en skalbaggsart som beskrevs av Plavilstshikov 1956. Chlorophorus elaeagni ingår i släktet Chlorophorus och familjen långhorningar.
Artens utbredningsområde är Kazakstan. Inga underarter finns listade i Catalogue of Life.